# Спас Манев
Спас Манев Гогов е български революционер, деец на Вътрешната македоно-одринска революционна организация и Вътрешната македонска революционна организация.

## Биография
Роден е на 27 септември 1881 година в радовишкото село Загорци, тогава в Османската империя, както сам казва „от православни родители българи“ Мане Гогов и Гюргя Кръстева от Загорци. Още млад влиза във ВМОРО и става ръководител на революционния комитет в Загорци. След установяването на сръбската власт в Радовишко в 1913 година, в 1914 година става нелегален в четата на Христо Симеонов, с която действа една година до навлизането на българската войска в района през есента на 1915 година по време на Първата световна война.
След края на Първата световна война продължава да работи за „освобождението на Македония от сръбското иго и присъединението ѝ към майка България“ и става основен ръководител и организатор на възстановената ВМРО в района. В Загорци при него пристигат войводите Христо Симеонов и Йован Андонов и организират местна чета.
В 1920 година Манев е заловен от властите и затворен. Струмишкият областен съд го осъжда за противодържавна дейност на 10 години. След потвърждаването на присъдата от по-горните инстанции от 1921 до 1931 година лежи в Скопския централен затовор.
На 27 февруари 1943 година, като жител на Загорци, подава молба за българска народна пенсия, която е одобрена и пенсията е отпусната от Министерския съвет на Царство България.